# لیندویت
لیندویت (به آلمانی: Lindewitt) یک شهر در آلمان است که در اشلسویگ-فلنسبورگ واقع شده‌است. لیندویت  ۲٬۰۶۳ نفر جمعیت دارد.